# Lago di Valle di Cadore
Il lago di Valle di Cadore è uno specchio d'acqua artificiale situato in Cadore, poco al di sotto del centro urbano di Venas, frazione del comune di Valle di Cadore (provincia di Belluno). A causa della sua posizione, molto incassata nel fondo della valle, esso è pressoché invisibile dalla soprastante SS 51 d'Alemagna.

## Dati tecnici
- Tipologia diga: a volta a doppia curvatura
- Altezza dal punto più represso delle fondazioni: 61,25 m
- Sviluppo del coronamento: 37,5 m
- Volume della diga: 4.607 m³
- Livello di massimo invaso: 706,5 m
- Livello di massima piena: 710,5 m
- Capacita d'invaso complessiva: 4,9 milioni di m³
- Capacita d'invaso utile: 4,3 milioni di m³
- Superficie del bacino imbrifero: 380,2 km²
- Corso d'acqua: Boite